# Bradysia diversispina
Bradysia diversispina är en tvåvingeart som beskrevs av Werner Mohrig och Blasco-zumeta 1996. Bradysia diversispina ingår i släktet Bradysia och familjen sorgmyggor.
Artens utbredningsområde är Spanien. Inga underarter finns listade i Catalogue of Life.